# Tony Jeffries
Tony Jeffries, född 2 mars 1985 i Sunderland, England, är en brittisk boxare som tog OS-brons i lätt tungviktsboxning 2008 i Peking.

## Meriter

### Olympiska meriter

#### Olympiska sommarspelen 2008
- Huvudartikel: Boxning vid olympiska sommarspelen 2008

| Tävlande      | Viktklass     | Sextondelsfinal      | Åttondelsfinal            | Kvartsfinal          | Semifinal            | Final                |  |
| Tävlande      | Viktklass     | Motståndare Resultat | Motståndare Resultat      | Motståndare Resultat | Motståndare Resultat | Motståndare Resultat |  |
| ------------- | ------------- | -------------------- | ------------------------- | -------------------- | -------------------- | -------------------- |  |
| Tony Jeffries | Lätt tungvikt | Bye                  | Alvarez (COL) W 5–5 (PTS) | Szello (HUN) W 10–2  | Egan (IRL) L 3–10    | Gick inte vidare     |  |